# Alemoa
Alemoa é um dos bairros mais antigos na zona noroeste da cidade brasileira de Santos, no litoral do Estado de São Paulo. Surgiu em meados de 1860, sobre um extenso manguezal, denominado assim em razão de uma mulher alemã, chamada Maria Margarida Kunem, viúva, proprietária de um sítio naquela área e que era conhecida pelos vizinhos como "Alemoa".
Teve uma estação no bairro chamado Estação Alemoa.
O bairro abriga um importante complexo industrial, com pátios e depósitos de contêineres utilizados no transporte de cargas de e para o porto de Santos. Os seus moradores vivem nas proximidades da Via Anchieta e Avenida Nossa Senhora de Fátima, nas quais ocorre intenso tráfego de caminhões.
Em abril de 2015, o bairro ganhou repercussão internacional por conta de um incêndio de grandes proporções que atingiu tanques de combustível em uma empresa na região.